# Dolichogyna rostrata
Dolichogyna rostrata är en tvåvingeart som först beskrevs av Macquart 1846.  Dolichogyna rostrata ingår i släktet Dolichogyna och familjen blomflugor. Inga underarter finns listade i Catalogue of Life.